# The King of the Fairies
Singles de Alan Stivell
Brocéliande/Son ar chistr Pop Plinn
The King of the Fairies (Rí Na Sideog en irlandais) est une musique traditionnelle célèbre dans les pays celtiques. Sa structure se base sur le reel qui se danse en Hornpipe. On connaît aussi cet air sous les noms de Bonny Charlie, Dance of Love, King William of Orange et Set Dance.

## Présentation
L'histoire attaché à la mélodie en fait un air de convocation. S'il est joué trois fois de suite au cours d'une fête le roi doit apparaître. Une fois convoqué, cependant, le roi évalue la situation, et si la réunion lui convient, il peut s'y joindre ; si toutefois, il ne la trouve pas à son goût, il peut causer beaucoup de mal. The King of the Fairies est probablement tiré de l'air de Jacobite, Bonny Charlie, qui apparaît au XVIIIe siècle dans beaucoup de publications en Écosse et au Nord de l'Angleterre, comme Aird (1783). Il a été recueilli au XIXe siècle en Irlande par PW Joyce sous le titre Your old wig is the love of my heart, et par George Petrie comme un air sans titre.

## Interprétation
La mélodie a été rendue populaire en Bretagne par le harpiste Alan Stivell, qui l'enregistre en live lors de son concert à l'Olympia de Paris en février 1972, vendu à 1 500 000 exemplaires, puis en studio sur le single Tri Martolod. Adopté par les bretons, utilisé par exemple dans la première publicité télévisée pour le pâté Hénaff, ce morceau illustre le cousinage panceltique qui s'accentue à cette époque, comme en témoigne l'artiste en 2010 : « Quand j’entre dans les hit-parades des radios françaises (à partir de fin 71), rapidement, l’interceltisme devient une évidence pour les annonceurs radio. Je « ris dans ma barbe » quand ils vont jusqu’à présenter comme breton un morceau tel que « The King of The Fairies » ».
Il est joué par The Dubliners, Innisfree Ceoil, Celtic Sands, Dave Swarbrick, le flûtiste du New Jersey Mike Rafferty, )... Il est devenu un air traditionnel de la musique irlandaise (Hornpipe), partagé par les autres régions celtiques (Écosse, Bretagne...) et leurs artistes qui pratiquent des instruments traditionnels.

## Discographie
- 1938 : Milestone at the Garden - Frank O'Higgins (Irish Fiddle Masters from the 78 RPM Era)
- 1957 : The Sligo Champion. The Fiddle Music of County Sligo - Michael Gorman
- 1957 : Sligo Fiddler - John Vesey
- 1972 : À l'Olympia - Alan Stivell
- 1973 : Sweeney's Dream. Fiddle Tunes from County Sligo - Kevin Burke
- 1998 : Ó Chicago go Carrachán - Maidhc Dainín Ó Sé (accordéon)